# Любимівка (Севастополь)
Любимівка (крим. Lübımivka) — скасоване селище в Нахімовському районі міста Севастополя, зараз — мікрорайон на півночі Севастополя.
З 7 вересня 2023 року мікрорайон переданий до Бахчисарайського району Автономної Республіки Крим, однак, він досі не має статусу окремого населеного пункту.

## Опис
Площа Любимовки 159,2 гектара, населення на 1998 рік — 5876 чоловік.
Головна вулиця — Федорівська.
Розташована Любимівка на березі Чорного моря, на північ від гирла річки Бельбек, за 5 кілометрів від катерних причалів Північної сторони. Впритул до мікрорайону примикає аеропорт Бельбек.
Цікавий піщаним пляжем, та об'єктом оборони Севастополя «30-та берегова баштова батарея».

## Історія
Вперше назва Любимівка зустрічається в документах від 19 листопада 1920 року, про організацію Любимівського сільського революційного комітету, який діяв до серпня 1921 року. Є відомості, що в грудні 1921 року, у складі Севастопольського округу, був утворений Любимівський район (за іншими джерелами — район був утворений постановою Кримського ЦВК і РНК 4 квітня 1922 года, та й повіти отримали назву округів в 1922 році). 11 жовтня 1923 року, згідно з постановою ВЦВК, в адміністративний поділ Кримської АРСР були внесені зміни, у результаті яких було ліквідовано Любимівський і створений Севастопольський район. З травня 1922 року по січень 1926 року також ще існувала Любимівська сільська рада. Вперше позначене на карті Південного узбережжя Криму 1924 року. Згідно зі списком населених пунктів Кримської АРСР по Всесоюзного перепису 17 грудня 1926 року, у селі Любимівка, Бартеньєвскої сільради Севастопольського району, було 60 дворів, з них 26 селянських, населення становило 204 людини (100 чоловіків і 104 жінки). У національному відношенні враховано: 155 російських, 9 українців, 15 білорусів, 7 німців, 3 вірмен, 2 єврея, 1 чех, 1 латиш, 11 записані в графі «інші», діяла російська школа. У світлі постанови ВЦВК від 30 жовтня 1930 року «Про реорганізацію мережі районів Кримської АРСР», у зв'язку з ліквідацією округів (СУ, 1930, N 41, ст. 493), селище Севастопольського району Любимівку включили до складу міста, хоча в документах Любимівська селищна рада фігурує до 1939 року. Під час оборони Севастополя 1941—1942 років в Любимівці розміщувалися командні пункти четвертого сектора Севастопольського оборонного району і 95-ї стрілецької дивізії. Тут же знаходиться братська могила воїнів цієї дивізії і захисників 30-ї берегової батареї.

### Цегельно-черепний завод Ф.О.Шталя
У 1880 р. відкрився цегельно-черепний завод Ф. О. Шталя, що розташовувався у маєтку Ф. О. Шталя «Алькадар» у Любимівці.

Завідувачем заводу був Ф. Ф. Зірінг. Завод випускав цеглу, марсельську (пазову) та татарську (лоткову) черепицю. Для виготовлення цегли та черепиці використовували глину з кар'єрів у ріки Бельбек. У 1899 р. на заводі була влаштована піч Гофмана для випалу цегли та черепиці, після чого в газеті «Кримський вісник» з'явилося оголошення: 
«Внаслідок влаштування великих розмірів Гофманської печі в маєтку Алькадар Ф. О. Шталя для випалу цегли та черепиці маю можливість знизити ціни. Середня цегла — 18 руб., дрібна — 12 руб., черепиця — 14 руб. за тисячу. Цегла та черепиця продаються лише у складі Тріщина на березі Артилерійської бухти»
Черепицю та цеглу виробництва заводу Шталя широко використовували при будівництві будівель у Севастополі, вивозили до інших міст Криму. Цегла заводу Шталя постачалася для будівництва палацу імператора Миколи II у Лівадії. До цього часу на Північній та Корабельній стороні, в районі вулиць Частника та 6-ї Бастіонної збереглися будинки, криті черепицею Шталя.

## Динаміка кількості населення
- 1926 рік — 204 чол.[9]
- 1998 рік — 5876 чол.[4]